# Диксон, Терренс
Терренс Диксон (англ. Terrence Dixon; родился 19 июля 1975 года, Либерия) — либерийский футболист.

## Карьера в сборной
За сборную Либерии сыграл два матча: товарищеский матч против Камеруна и матч отбора против Сенегала. Также был включен в состав сборной Либерии на турнир Кубка африканских наций 1996 года. На турнире не сыграл ни одного матча.